# 南萨普卡亚
南萨普卡亚是巴西南大河州的一个市镇。总面积58.644平方公里，总人口122099人，人口密度2082人/平方公里。